# Josef Hampl (politik)
Josef Hampl (1. února 1849 Bobnice – 14. prosince 1912 Nymburk) byl rakouský a český politik, v závěru 19. století poslanec Českého zemského sněmu.

## Biografie
Profesí byl statkářem v Bobnicích. Zastával funkci okresního starosty v Nymburku. Zasloužil se o rozšíření nymburské nemocnice. Předsedal výboru místní nemocnice a sirotčince. Byl členem správní rady spolkového cukrovaru v Nymburce. Zastával také funkci předsedy okresní hospodářské záložny a člena okresní školní rady. V rodných Bobnicích byl starostou. Byl mu udělen Řád Františka Josefa.
Koncem 80. let 19. století se zapojil i do zemské politiky. Ve volbách v roce 1889 byl zvolen v kurii venkovských obcí (volební obvod Nymburk, Benátky) do Českého zemského sněmu. Politicky patřil k mladočeské straně.
Zemřel v prosinci 1912.